# 臺中市立豐原商業高級中等學校
臺中市立豐原商業高級中等學校，簡稱豐商，是一所位於臺灣臺中市豐原區的市立高級商業中等學校。

## 歷史
1935年4月26日，私立豐原商業補習學校創立，借用豐原公學校校舍上課。1939年，4月，由豐原鎮信用合作社與豐原郡役所接辦，更名為私立豐原商業專修學校，改借用豐原基督教堂上課。1940年遷入現址。1946年5月，由臺中縣政府接辦改制公立，改名為臺中縣立豐原初級商業職業學校。1954年增設高級部，校名改為臺中縣立豐原商業職業學校。1959年6月1日，由臺灣省政府接辦，改名為臺灣省立豐原商業職業學校，1970年8月停招初級部，改名為臺灣省立豐原高級商業職業學校。2000年2月1日，因精省而由中華民國教育部接辦，改校名為國立豐原高級商業職業學校。2017年1月，因改隸臺中市政府而更名臺中市立豐原商業高級中等學校。

## 校長
- 星萬壽雄(1935.04~1939.01)
- 沚澤絹治(1939.04~1945.09)
- 林仲輝(1945.09~1946.04)
- 陳蔡喜(1946.05~1949.08)
- 王雲霖(1949.08~1951.10)
- 廖五湖(1951.10~1956.05)
- 林范劍(1956.06~1959.07)
- 鄭明祿(1959.07~1967.02)
- 蘇瑞麟(1967.02~1970.08)
- 黃伯驤(1970.08~1982.02)
- 伍中平(1982.02~1989.07)
- 戴華(1989.08~1992.07)
- 賴大農(1992.08~1995.07)
- 廖俊一(1995.08~2001.07)
- 鄭紹雄(2001.08~2007.02)
- 吳幼賓(教務主任暫代校長2007.02~2007.07)
- 李述藺(2007.08~2015.07)
- 周國生(2015.08~2023.07)
- 賴炘棠（2023.08~迄今）

## 外部連結
- 臺中市立豐原商業高級中等學校 （页面存档备份，存于）
- 臺中市立豐原高商臉書專頁 （页面存档备份，存于）